# Ати (Јон)
Ати (фр. Athie) насеље је и општина у источном делу централне Француске у региону Бургоња, у департману Јон која припада префектури Авалон.
По подацима из 2011. године у општини је живело 144 становника, а густина насељености је износила 29,39 становника/km². Општина се простире на површини од 4,9 km². Налази се на средњој надморској висини од 256 метара (максималној 302 m, а минималној 208 m).

## Демографија
| 1962. | 1968. | 1975. | 1982. | 1990. | 1999. | 2011. |
| ----- | ----- | ----- | ----- | ----- | ----- | ----- |
| 112   | 125   | 123   | 126   | 121   | 139   | 144   |

График промене броја становника у току последњих година